# Muzeum Dawnego Kupiectwa w Świdnicy
Muzeum Dawnego Kupiectwa – muzeum mieszczące się w Świdnicy na Dolnym Śląsku.

## Historia
Początki muzeum sięgają 1966 roku kiedy to rozpoczęto organizowanie muzeum w pomieszczeniach ratusza w Świdnicy. W założeniu miało to być muzeum różne od przedwojennej placówki Muzeum Miejskiego. Placówka zajmować się miała gromadzeniem, opracowywaniem, przechowywaniem i konserwacją dóbr kultury z zakresu historii kupiectwa śląskiego, systemów pomiarowych stosowanych na Śląsku oraz badaniem historii Świdnicy i regionu. Zbiory te miały znajdować odbicie w kupieckim tradycjach miasta. Pierwsze wystawy stałe, otwarte w 1967 roku powstawały głównie dzięki wydatnej pomocy innych dolnośląskich muzeów. W 1976 roku podjęto próby zwężenia specjalizacji muzeum i obszaru zainteresowania do terenów Śląska. W 1978 roku decyzję tę zatwierdzono. Powstaje jednocześnie przy muzeum oddział Sztuki Nagrobnej które znajdowało się na placu Pokoju. Istniało ono do roku 1995, kiedy to uległo likwidacji. Otwarto natomiast dział metrologiczny.

## Organizacja muzeum
Muzeum Dawnego Kupiectwa podzielone jest na cztery działy, które pozyskują eksponaty z konkretnych nisz. Są to Dział Dawnego Kupiectwa, Dział Metrologiczny, Dział Historii Świdnicy oraz Dział Naukowo-Oświatowy. Od 2019 r. dyrektorem muzeum jest Dobiesław Karst.

### Dział Historii Świdnicy
Dział historii Świdnicy zajmuje się gromadzeniem zabytków i informacji o mieście jak również upowszechnianiem jej dziejów. Ekspozycja poświęcona historii miasta Świdnicy znajduje się w zabytkowej i pięknej Sali Rajców. Późnogotycką izbę posiedzeń rady miejskiej, przekrytą dwuprzęsłowymi sklepieniami krzyżowo-żebrowymi zdobią polichromie z około 1538 roku. Atrakcją jest makieta Świdnicy pochodzącej z XVII wieku. Na makiecie doskonale widać system fortyfikacji średniowiecznych, bram, wież Świdnicy. Dział gromadzi też dokumenty poświadczające historię i długoletnie burzliwe dzieje miasta. Również najnowsze czasy miasta nie są tutaj pominięte. Muzeum gromadzi pocztówki, książki, emblematy z XIX i XX wieku dokumentujące Świdnicę w tym okresie. W aneksie przylegającym do Sali Rajców urządzono „mauzoleum” Piastów świdnickich, którego główną ozdobę stanowią kopie rzeźbionych płyt tumbowych z przedstawieniami założyciela księstwa świdnickiego – Bolka I i jego wnuka – Bolka II.

### Dział Dawnego Kupiectwa
Dział Dawnego Kupiectwa gromadzi zabytki związane z dawnym handlem. Prym wiodą tutaj kolekcje opakowań szklanych głównie butelek. Wykonane są z różnego rodzaju szkła, ceramiki, kamionki i pochodzą z różnego okresu. Interesującymi eksponatami są opakowania dla towarów kolonialnych. Stanowi je grupa opakowań blaszanych i kamionkowych na tytoń, herbatę, wyroby cukiernicze. Duża grupa eksponatów to elementy wyposażenia dawnych sklepów. Są to kasy sklepowe, wagi sklepowe, szyldy reklamowe, wydawnictwa itp. Atrakcją są ekspozycje wyposażenia dawnych budynków. Możemy tutaj obejrzeć całkowicie urządzoną karczmę XX-wieczną, sklep kolonialny czy aptekę z przełomu wieków XIX i XX.

### Dział Metrologiczny
Dział metrologiczny gromadzi i udostępnia zabytki kultury materialnej zawiązane z wymianą towarową. Wśród eksponatów znajdziemy wagi i odważniki (wszelkich typów), łokcie, średnicomierze, miary nasypne i nalewne, a także narzędzia miernicze do cechowania, wzorcowania i legalizacji narzędzi użytkowych. Atrakcją jest XVIII-wieczna waga I. C. Simona z Wrocławia. Wśród odważników wyjątkowy zbiór stanowią odważniki składane. Rzadkim zabytkiem są tzw. Łokcie. Eksponaty tego działu w większości datuje się na XIX i XX wiek, choć zdarzają się przedmioty starsze pochodzące nawet z XIV wieku. Eksponaty prezentowane są w różnych aranżacjach w postaci Domu Wagi i Urzędu Miar. Są to jedyne tego typu ekspozycje w Polsce. Przykładowym eksponatem jest waga do wzorcowania odważników użytkowych londyńskiej firmy Oertling.

### Dział Naukowo-Oświatowy
Zajmuje się popularyzacją dorobku Muzeum, organizowaniem lekcji muzealnych oraz współpracuje przy organizacji wystaw czasowych i kontaktach z mediami.